# 陸垕
陆垕，字仁重，南宋末年、元朝初年江阴人。
陆垕自幼因孝友闻名。至元年间，丞相伯颜率兵南下攻打宋朝，陆垕当时年未弱冠，但是志强气锐，率其乡人前去谈判，元兵不涉其境，乡人都很佩服他的恩义。伯颜奏授他为同知徽州路总管府事，以廉洁才能擢升为台宪官。监察御史郑鹏南曾经把他和臧夢解二人一起推荐于朝。官至湖南肃政廉访副使、浙西廉访使。以罢黜贪官、洗冤狱为己任，曾经上奏免儒生差役，提出施行浙西助役法。五十岁去世，赐谥庄简。